# المحلة (المخادر)

تعديل مصدري - تعديل

المحلة محلة تابعة لقرية الجامع، التابعة لعزلة السحول بمديرية المخادر إحدى مديريات محافظة إب في الجمهورية اليمنية، بلغ تعداد سكانها 70 حسب تعداد اليمن لعام 2004.